# フリッツ・ハールマン
フリードリヒ・"フリッツ"・ハインリヒ・カール・ハールマン（ドイツ語: Friedrich "Fritz" Heinrich Karl Haarmann, 1879年10月25日 - 1925年4月15日）はドイツ・ハノーファー出身の著名な連続殺人犯。

## 人物
機関車の火夫だった同名の父親フリッツは権威主義的な教育スタイルをとり、母親は彼を甘やかした。兄からは幼年時代に彼の性的自制心を希薄にするに至った、長期間にわたる性的虐待を受けたと考えられている。ハールマンは機械工の見習い修業を終えると、1895年から軍の士官学校に通った。その頃に落下若しくは日射病に罹ったような幻覚を生じ、同じ症状が再度起こったので、彼は退学を願い出た。
職が無く、父親に入れられた葉巻工場の仕事にも熱心でなかったハールマンは、近所の子供たちへの性的虐待に熱中した。この行状は刑事訴訟に至り、「矯正できない意志薄弱」と認定されてヒルデスハイムの精神病院に収容された。収容はそれ自体が心的外傷となる経験であった。彼は何度も逃げるようにスイスで過ごし、1899年に戻ってきた。1900年には軍隊に招集され、コルマールに配置された。そこで彼は失神の発作を起こし、4ヶ月間感染症病院に入院し、恩給が送られた。ハノーファーに戻ると養育費に関して父親を告訴して、2人はつかみ合いの喧嘩をした。彼は父親から資金を借りて精肉店を開いた。商売はすぐに破綻したが、その短い期間のうちに精肉業者として必要なスキルを身に着け、これがのちの殺人事件で悪用されることになった。
1905年にハールマンは性感染症に罹り、これをきっかけに主に駅をうろつく若い浮浪者や家出少年たちを相手とする同性愛に向かった。この時から小悪党としてのハールマンの犯罪歴が始まり、17件の有罪判決に至った横領、窃盗、不法侵入、盗品売買を犯した。彼は同時に警察の情報提供者でもあった。第一次世界大戦中は刑務所で過ごした。最終的には旧市街地の歓楽街の一角、ローテ・ライエ通りの屋根裏部屋に落ち着いた。1919年、ハールマンは同性愛の関係を通してハンス・グランスと知り合った。グランスは20歳にも満たない小悪党であった。彼らの関係は数年間続いた。

## 連続殺人

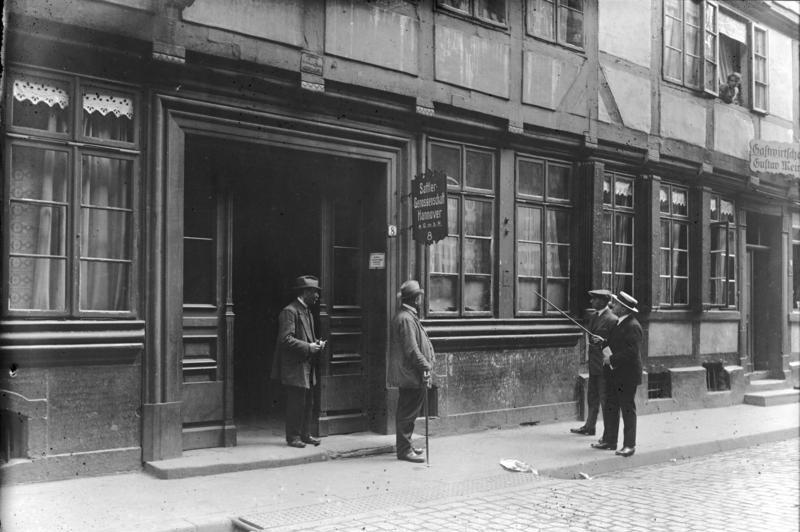
ハールマンが住んでいた住宅

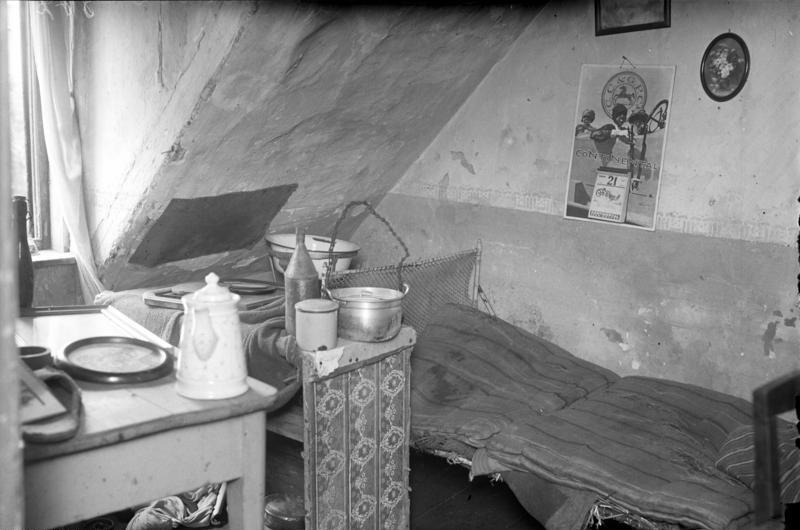
ハールマンが最後に暮らしたローテ・ライエ通りの屋根裏部屋（1924年12月）

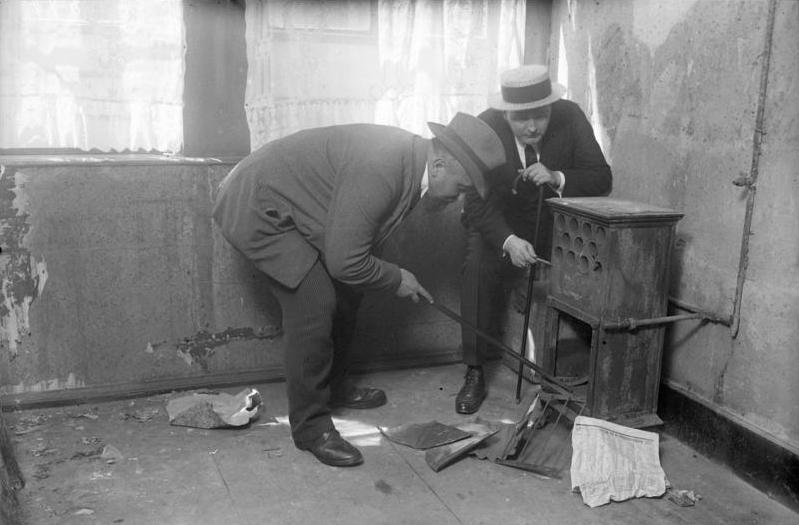
死体の一部を燃やしたハールマンのアパートのガスオーブン (1924年12月)

1919年から1924年にかけて、ハールマンは少なくとも24人を殺害している。ハールマンの犠牲者はハノーファー中央駅をうろついている若い男性浮浪者や男娼だった。ハールマンは彼らを自分のアパートに誘い、男色行為中に犠牲者の喉を噛み破って殺害した。噂ではハールマンが犠牲者の肉を闇市場で缶詰の豚肉として売り歩いたとされているが、これを裏付ける証拠は無い。明らかになっているのは近所の女性がレストランを所有し、彼から肉を買っていたという事だけである。TruTV Crime Library（#外部リンク参照）は犠牲者は24人ではなく27人であると主張している。牧逸馬の著書によると裁判記録にある犠牲者数は28人である。但しハールマン自身は少なくとも48人は殺したと豪語していた。
彼の共犯者で同棲相手でもあったハンス・グランスは慈善団体に犠牲者の服を寄付したり安く売りさばいたりした。（ハールマンは古着商人でもあった。）逮捕後、彼らが保管していた古着全てが押収され、全国の行方不明のティーンエイジャーの家族達は衣類を確認するためにハノーファーに向かわなければならなかった。グランスの着ていた服は犠牲者のものであった。しかしハールマンはグランスがハンサムな少年を殺すように唆しはしたが、それ以外は殺人には関与していないと証言した。

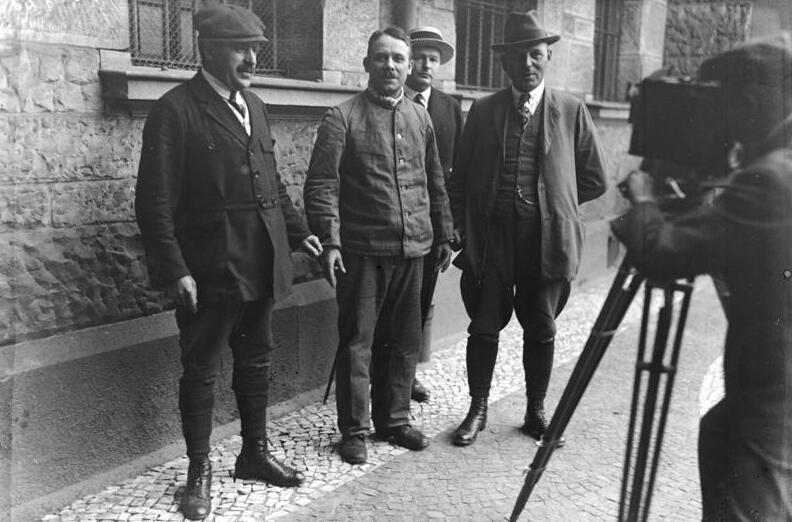
刑事に囲まれた中央の男性がハールマン

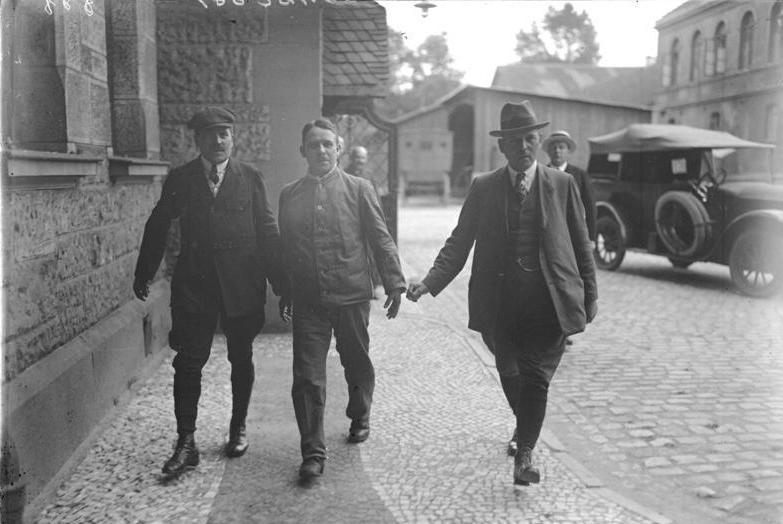
刑事に取り押さえられているハールマン

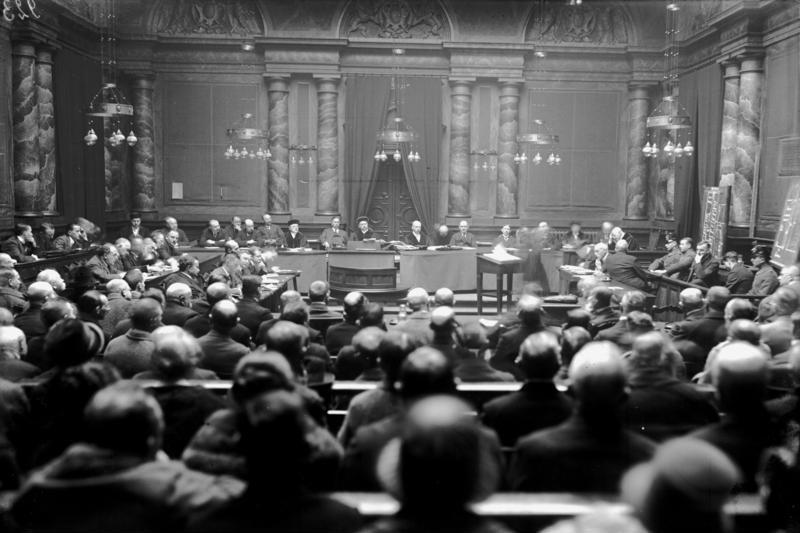
ハノーファーにおけるハールマンの裁判

逮捕のきっかけはハールマンがライネ川に廃棄した多数の白骨化遺体が下流に流れ着いた事である。彼の裁判は見せ物のようになり、ドイツにおいて主要なマスコミが大々的に報じた初の大事件の1つだった。当時はまだ「シリアルキラー（連続殺人犯）」という言葉は存在せず、大衆や報道機関はこの事件を表現する言葉を見出せなかった。彼は「狼男」、「吸血鬼」と称されると同時に「性的サイコパス」とも呼ばれていた。しかし明らかにされたハールマンの所業の残虐性とは別に、ドイツ社会を更に揺るがした不面目な事実は、警察の事件に対する関与であった。ハールマンは他の犯罪者をしばしば捜査官に引き渡していた警察の情報提供者だった。ハールマンが逮捕されるまで、警察は探していた連続殺人犯が彼らのよく知る人物で、目と鼻の先にいる事に全く気付かなかった。
ハールマンは1924年12月19日に有罪判決を受け、1925年4月15日早朝にハノーファー地方裁判所の刑務所でギロチンによる斬首刑に処された。グランスは24件の殺人の1つを教唆したとして有罪となり、同様に死刑を宣告されたが、グランスの無実を明言するハールマンの手紙の開示により、2審では12年の禁固刑となった。グランスは刑期を勤め上げた後、1975年に亡くなるまでハノーファーのリックリンゲンに住み続けていた。
処刑後ハールマンの頭部は脳の構造を調べるため、科学者により保存された。ハールマンの頭部は現在ゲッティンゲンの医科大学に保管されている。また脳から切り取られた4つの断片がミュンヘンに保存されている。
事件はドイツで死刑、精神疾患のある犯罪者に対する正しいアプローチ、警察の捜査方法、同性愛について多くの議論を引き起した。

## 大衆文化において

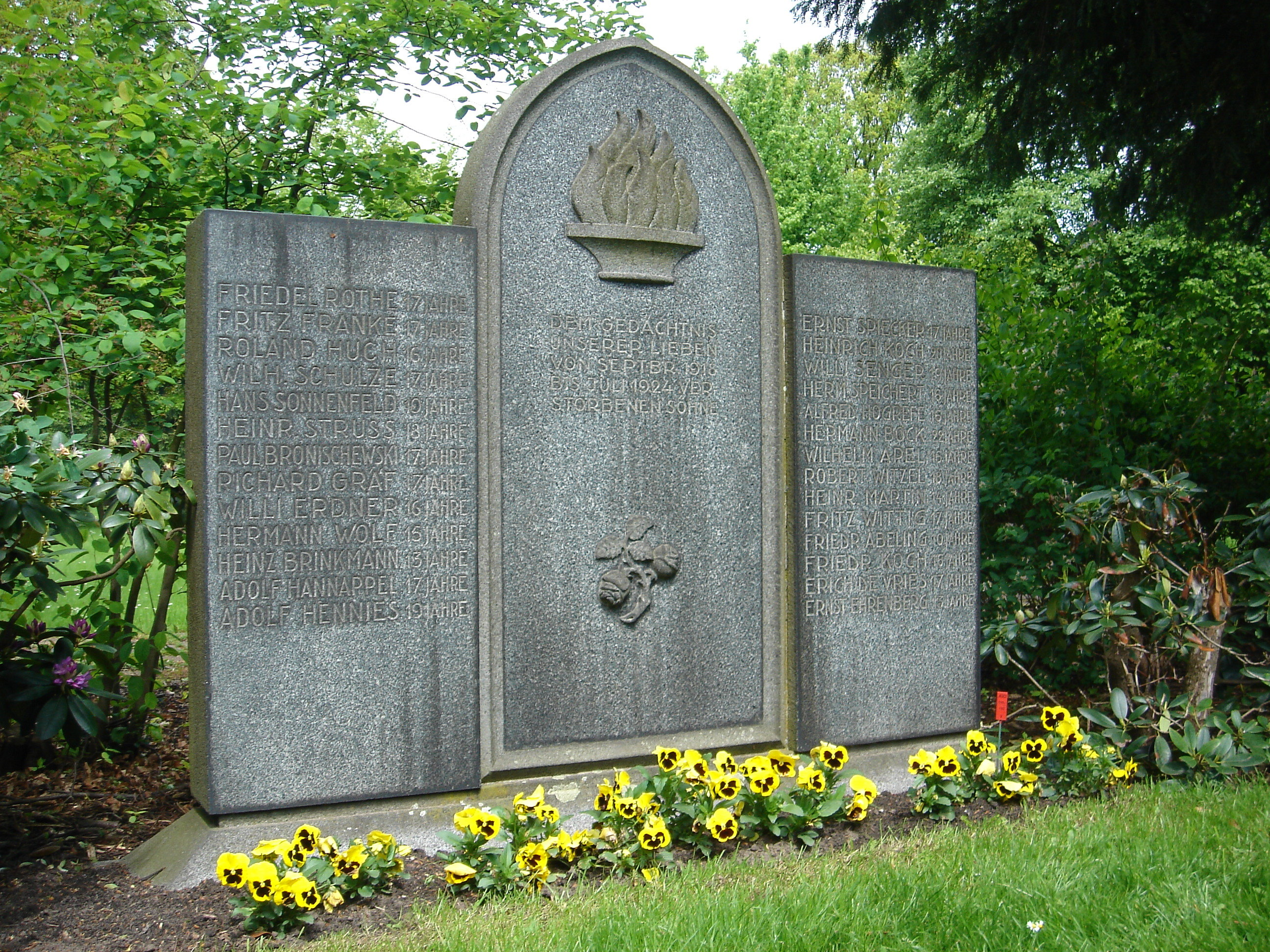
ハールマンの犠牲者の墓

ハールマンはフリッツ・ラング監督、ピーター・ローレ主演の1931年の映画『M』で「ハノーファーの屠殺人」として知られるようになった。この映画はデュッセルドルフの小児殺人犯ペーター・キュルテンの事件と同様にハールマンの事件からも着想を得ている（もう一人の有名なドイツの連続殺人犯カール・グロスマンと共にハールマンの名も映画の中で言及されている）。
1973年のドイツ映画『Die Zärtlichkeit der Wölfe』はハールマンの事件を描いている。監督はウリ・ロンメル、脚本も書いているクルト・ラーブ (Kurt Raab)がハールマンを演じ、ライナー・ヴェルナー・ファスビンダーがちょい役で出演している。もう1本のこの快楽殺人に基づく映画『Der Totmacher (Deathmaker)』(1995年) では主演のゲッツ・ゲオルグ (Götz George) がハールマンを演じた。この映画は裁判における主な精神医学専門家の1人、エーリク・シュルツ (Erich Schultze) によるハールマンの精神医学的な調査の記録に基づき、プロットは法廷精神科医により面談されるハールマン人生最後の日に焦点を合わせている。
キム・ニューマンは彼の1995年の小説「ドラキュラ戦記 (The Bloody Red Baron)」の脇役としてハールマンを登場させた。「レッドバロン」マンフレート・フォン・リヒトホーフェンの従者（軍の使用人）という役どころである。
2007年、ハノーファー観光局はカートゥーンスタイルの広告カレンダーに地元出身の他の有名人と一緒にハールマンも加え、論争を引き起こした。カレンダーはベストセラーになり、クリスマスまでの予定であった最初の印刷部数2万枚が2007年11月には完売した。伝えられるところでは、2006年版にもハールマンは大きく載せられていたが、その時には注目されなかった。2008年のカレンダーには手錠をはめられたハールマンの新しい絵が含まれている。ハノーファー観光局によれば、ハールマンは2009年版にも登場している。
ドイツのインダストリアルプロジェクト、:wumpscut:が所有するレコードレーベル「Beton Kopf Media」はフリッツ・ハールマンの絵をロゴとして使用している （類似した口ひげのために、しばしばアドルフ・ヒトラーの絵と間違われる）。
ヤプーズの1985年発売のアルバム『ヤプーズ計画』に収録された「肉屋のように」のタイトルはハールマンからの連想で付けられた。但し歌詞の内容はハールマンの事件とは直接関係ない。